# Osservatorio Zimmerwald
L'osservatorio Zimmerwald è un osservatorio astronomico con integrata una stazione satellitare situato a Zimmerwald, nel Canton Berna, in Svizzera.
Situato su una collina a dieci chilometri a sud di Berna, l'osservatorio è affiliato all'Istituto astronomico dell'Università di Berna (AIUB) e ha iniziato le sue attività nel 1956. Le prime osservazioni furono effettuate con un telescopio riflettore con un'apertura di 25 cm e una lunghezza focale di 104 cm equipaggiato con una fotocamera Schmidt, la quale consentiva osservazioni panoramiche della volta celeste grazie all'ampio campo visivo di 6 gradi. Successivamente la stazione è stata aggiornata con un telescopio di tipo Cassegrain (apertura da 60 cm, focale 13 metri) e un'ulteriore fotocamera.
Dal 1965, l'AIUB ha partecipato all'osservazione ottica coordinata a livello mondiale di satelliti geodetici attivi e passivi su iniziativa dell'astronomo svizzero Max Schürer. In particolare grazie alla telecamera Schmidt sono stati tracciati i satelliti GEOS, diversi vettori del programma Explorer, PAGEOS ed Echo;  Zimmerwald fu così aggiunto alla rete mondiale di stazioni di osservazione satellitare.

## Ricerca ed osservazioni
Il 2 marzo 1957, Max Schürer scoprì una supernova nella galassia NGC 2841, seguita da oltre 50 ulteriori prime osservazioni di novae e supernovae nonché di numerose comete e corpi minori. Pochi mesi dopo l'astronomo Paul Wild, prolifico scopritore di asteroidi e comete, scoprì la cometa a corto periodo 81P/Wild, la quale fu oggetto della missione NASA Stardust del 1999 che portò con successo sulla Terra campioni di polvere cometaria.
Negli anni settanta del XX secolo, l'utilizzo della struttura a fini di astronomia osservativa calò drasticamente; l'impianto fu utilizzato per ricerche geodetiche, metrologia geografica e geo-satellitare.
Nel 1989 a seguito dell'acquisto della prima fotocamera digitale CCD, Zimmerwald ha nuovamente effettuato osservazioni astrometriche e nel 1997 è divenuto operativo ZIMLAT, un telescopio da un metro per astrometria laser ed osservativa.